# Квон Хьок Гю
Квон Хьок Гю (кор. 권혁규; нар. 13 березня 2001, Пусан) — південнокорейський футболіст, півзахисник французького клубу «Нант».

## Клубна кар'єра

### «Пусан Ай Парк»
Футболом почав займатися в структурі клубу «Пусан Ай Парк». 14 вересня 2019 року дебютував за основний склад в матчі Кей-ліги 2 проти клубу «Чоннам Дрегонз». 16 травня 2020 року дебютував у Кей-лізі 1 у поєдинку з «Чонбук Хьонде». 10 липня у матчі Кей-ліги 1 проти «Сеула» забив перший гол за «Пусан».
8 березня 2021 року відправився в оренду в клуб «Кімчхон Санму». 5 травня дебютував за «Кімчхон Санму» в матчі Кей-ліги 2 проти «Пусан Ай Парк». 7 вересня 2022 року повернувся з оренди, за період якої зіграв 19 матчів за першу команду.

### «Селтік»
24 липня 2023 року перейшов у шотландський клуб «Селтік», підписавши п'ятирічний контракт. 12 січня 2024 року на правах оренди перейшов в шотландський «Сент-Міррен» до кінця сезону 2023–24. 21 січня дебютував за «Сент-Міррен» в матчі Кубка Шотландії проти клубу «Квін оф зе Саут». 27 січня дебютував у Прем'єршипі, вийшовши в стартовому складі проти «Рейнджерса». Усього за час оренди провів за «Сент-Міррен» 9 матчів, пропуствиши залишок сезону через травму.
13 серпня 2024 відправився в сезонну оренду в «Гіберніан». 24 серпня дебютував за нову команду в матчі Прем'єршипу проти «Данді», вийшовши в стартовому складі.

### «Нант»
25 липня 2025 року перейшов у французький «Нант», підписавши трирічний контракт. Сума трансферу становила близько 1 млн євро. 17 серпня дебютував за нову команду в матчі Ліги 1 проти «Парі Сен-Жермен», вийшовши в стартовому складі.

## Кар'єра в збірній
Виступав за збірні Південної Кореї до 17, до 20 і до 23 років. В червні 2022 року у складі збірної до 23 років брав участь в молодіжному чемпіонаті Азії в Узбекистані, зігравши на турнірі три матчі, а корейці дійшли до чвертьфіналу, де поступились японцям.

## Статистика виступів
Станом на 17 серпня 2025 
| Клуб              | Сезон             | Чемпіонат         | Чемпіонат | Чемпіонат | Кубок | Кубок | Інші  | Інші | Всього | Всього |
| Клуб              | Сезон             | Дивізіон          | Матчі     | Голи      | Матчі | Голи  | Матчі | Голи | Матчі  | Голи   |
| ----------------- | ----------------- | ----------------- | --------- | --------- | ----- | ----- | ----- | ---- | ------ | ------ |
| Пусан Ай Парк     | 2019              | Кей-ліга 2        | 2         | 0         | 0     | 0     | 0     | 0    | 2      | 0      |
| Пусан Ай Парк     | 2020              | Кей-ліга 1        | 16        | 1         | 1     | 0     | 0     | 0    | 17     | 1      |
| Кімчхон Санму     | 2021              | Кей-ліга 2        | 14        | 0         | 1     | 0     | 0     | 0    | 15     | 0      |
| Кімчхон Санму     | 2022              | Кей-ліга 1        | 19        | 0         | 0     | 0     | 0     | 0    | 19     | 0      |
| Пусан Ай Парк     | 2022              | Кей-ліга 2        | 5         | 0         | 2     | 0     | 0     | 0    | 7      | 0      |
| Пусан Ай Парк     | 2023              | Кей-ліга 2        | 20        | 2         | 0     | 0     | 0     | 0    | 20     | 2      |
| Селтік            | 2023–24           | Прем'єршип        | 0         | 0         | 0     | 0     | 0     | 0    | 0      | 0      |
| → Сент-Міррен     | 2023–24           | Прем'єршип        | 8         | 0         | 1     | 0     | 0     | 0    | 9      | 0      |
| → Гіберніан       | 2024–25           | Прем'єршип        | 21        | 0         | 1     | 0     | 0     | 0    | 22     | 0      |
| Нант              | 2025–26           | Ліга 1            | 1         | 0         | 0     | 0     | 0     | 0    | 1      | 0      |
| Всього за кар'єру | Всього за кар'єру | Всього за кар'єру | 106       | 3         | 6     | 0     | 0     | 0    | 112    | 3      |